# Ingo Rechenberg
Ingo Rechenberg (* 20. November 1934 in Berlin; † 25. September 2021 ebenda) war einer der Mitbegründer des Einsatzes von evolutionsbiologischen Algorithmen in den Ingenieurwissenschaften. Er war ab 1972 Professor für Bionik an der Technischen Universität Berlin und Leiter des Lehrstuhls für Bionik und Evolutionstechnik an der TU Berlin.

## Leben
Ingo Rechenberg begann 1955 an der TU-Berlin bei Professor Heinrich Hertel Flugzeugbaus zu studieren. Ein Jahr forschte er als Stresemann-Stipendiat am Engineering Laboratory in Cambridge (England). Beeinflusst wurde er auch von Professor Johann-Gerhard Helmcke (1908–1993), der ihm Anregung zur Beschäftigung mit der Evolutionstheorie gab. 1964 trat Rechenberg mit einem Vortrag zur Evolutionsstrategie und dem berühmt gewordene „Darwin-im-Windkanal-Experiment“ an die Öffentlichkeit. Er promoviert 1970 und habilitierte sich 1971. Ab 1972 bekleidete Rechenberg den Lehrstuhl „Bionik und Evolutionstechnik“ der TU Berlin.

## Forschungen
Die Spinnenart Cebrennus rechenbergi wurde nach ihm benannt. Bekannt wurde die Art durch ihre für Spinnen einzigartige Möglichkeit der Fortbewegung. Ihre vier Beinpaare ermöglichen ihr eine Bewegung, die an einen Flickflack erinnert, und mit der sie sich, nahezu rollend, doppelt so schnell fortbewegen kann wie mit ihrer normalen Beinbewegung.
Ingo Rechenberg entdeckte die Spinne im Jahr 2006 während eines Forschungsaufenthalts in der Sahara, bei dem die Oberflächeneigenschaften und das Verhalten von wüstenbewohnenden Lebewesen wie dem „Sandfisch“ Scincus albifasciatus untersucht wurden. Die Ergebnisse solcher Beobachtungen können in der Bionik zur Entwicklung technischer Systeme nach biologischen Prinzipien genutzt werden. Die Studien zum Verhalten von Cebrennus rechenbergi, die von Rechenberg auch „Radlerspinne“ genannt wurde, führten zur Konstruktion verschiedener Roboter, die sich auf schwierigem Gelände fortbewegen können.

## Veröffentlichungen
- Evolutionsstrategie, Optimierung technischer Systeme nach Prinzipien der biologischen Evolution (1973)
- Evolutionsstrategie ’94 (1994)
- Photobiologische Wasserstoffproduktion in der Sahara (1994)